# Aeroportul Hay River/Merlyn Carter
Aeroportul Hay River/Merlyn Carter (IATA: YHY, ICAO: CYHY) este un aeroport din Hay River⁠(d), Regiunea 5⁠(d), Teritoriile de Nord-Vest, Canada ce deservește zona Hay River⁠(d). Aeroportul a fost tranzitat în 2021 de 9.294 de pasageri. A fost numit după zona deservită.
Situat la o altitudine de 165 m, aeroportul dispune de 1 pistă.

## Infrastructură

### Piste
Aeroportul dispune de o singură pistă. Pista 14/32 are suprafața de asfalt și dimensiunile 1.829 m × 45 m. 